# Брагино (Алтайский край)
Брагино — село в Ельцовском районе Алтайского края России. Входит в состав Мартыновского сельсовета.

## История
По состоянию на 1911 год деревня Брагина входила в состав Уксунайской волости Кузнецкого уезда и включала в себя 134 двора. Население на тот период составляло 792 человека. Функционировали церковно-приходская школа и хлебозапасный магазин.

В 1928 году в деревне функционировали школа и лавка общества потребителей, имелось 261 хозяйство, проживало 1417 человек. В административном отношении Брагина являлась центром сельсовета Яминского района Бийского округа Сибирского края.

## География
Село находится в восточной части Алтайского края, на левом берегу реки Чумыш, на расстоянии примерно 19 километров (по прямой) к западу-юго-западу (WSW) от села Ельцовка, административного центра района.

Климат умеренный, континентальный. Средняя температура января составляет −17 °C, июля — +18,4 °C. Годовое количество осадков составляет 496 мм.

## Население
| 1997 | 1998 | 1999 | 2000 | 2001 | 2002 | 2003 |
| ---- | ---- | ---- | ---- | ---- | ---- | ---- |
| 153  | ↘151 | ↗153 | ↗160 | ↘155 | ↘127 | ↘123 |
| 2004 | 2005 | 2006 | 2007 | 2008 | 2009 | 2010 |
| ↗127 | ↗149 | ↘112 | ↘103 | ↘97  | →97  | ↘90  |
| 2011 | 2012 | 2013 |      |      |      |      |
| ↘87  | ↗89  | ↘86  |      |      |      |      |

Согласно результатам переписи 2002 года, в национальной структуре населения русские составляли 75 %.